# Lophozia kutscheri
Lophozia kutscheri là một loài Rêu trong họ Jungermanniaceae. Loài này được Grolle mô tả khoa học đầu tiên năm 2004.